# Region Židlochovicko
Region Židlochovicko je svazek obcí v okresu Brno-venkov, jeho sídlem jsou Židlochovice a jeho cílem je regionální rozvoj obecně. Sdružuje celkem 25 obcí a byl založen v roce 2004.

## Obce sdružené v mikroregionu
- Blučina
- Bratčice
- Holasice
- Hrušovany u Brna
- Ledce
- Medlov
- Měnín
- Moutnice
- Nesvačilka
- Nosislav
- Opatovice
- Otmarov
- Popovice
- Přísnotice
- Rajhrad
- Rajhradice
- Rebešovice
- Sobotovice
- Syrovice
- Těšany
- Unkovice
- Vojkovice
- Žabčice
- Žatčany
- Židlochovice